# Онкрай Меже
Онкрай Меже (словен. Onkraj Meže) — поселення в общині Межиця, Регіон Корошка, Словенія. Висота над рівнем моря: 573,7 м.